# 木綿 (ゆう)
木綿（）とは、楮（）のことであり、それを原料とした布のことである。楮の木の皮を剥いで蒸した後に、水にさらして白色にした繊維である。
伊勢神宮の神事など麻を原料として単に木綿（）と記される。神宮式年遷宮や他の神社でも遷座では頭に巻いたり、たすき掛けにして用いられる。真麻木綿（）とも。

## 利用
古代、日本に木綿（）が伝わらなかった時代には、麻を主としつつも、様々な植物が糸・布の原料として利用された。楮もその一つで、そこからとった「ゆう」（旧仮名遣いで「ゆふ」）が「木綿」と書かれた。これを織って作った布は太布（）、栲（）、栲布（）などと呼ばれる。ただし、太布は藤蔓（）からとった布も含む。また、木綿（）から作られた造花を木綿花（）と言う。

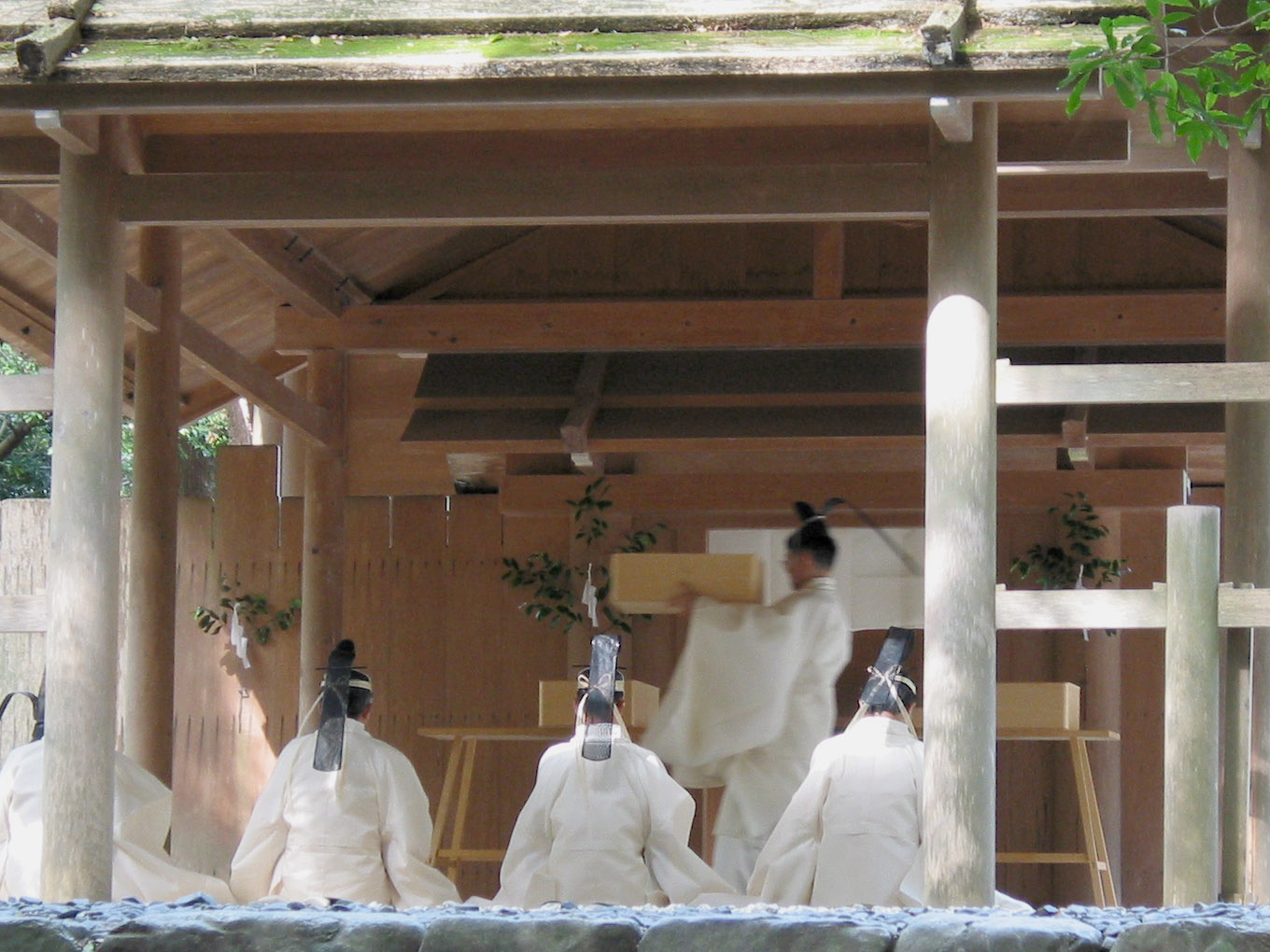
写真は伊勢神宮・内宮、皇大神宮における神御衣祭にて。木綿鬘を頭に巻いた神職。

神道においては木綿（）を神事に用いる。幣帛として神に捧げるほか、紙垂にして榊に付けた木綿垂（）、冠に懸けた木綿鬘（）、袖をかかげる襷に使用した木綿襷（）である。
木綿鬘は、厳重な斎戒の表象であり、実際には麻を用いて頭に直接巻き、神宮式年遷宮にて、また他の神社でも遷座の際に用いる。木綿襷は、同じく遷宮・遷座の際にかけ、ここでも実際には麻を使い、宮司が左右の肩から斜めに両脇にかけ、それ以下の者は左肩から右脇にかける。伊勢神宮の神事においては、木綿鬘や木綿襷、大麻（）には木綿（）ととあるが麻を用い、玉串や大麻の麻苧を木綿（）と呼ぶ。木綿襷は、最も古い事例では允恭天皇4年（いんぎょうてんのう、5世紀）の9月に盟神探湯（）を行った際に各人がつけた。